# 극장판 요괴워치♪: 케이타와 나의 만남편이다냥♪ 저, 저도~♪♪
《극장판 요괴워치♪: 케이타와 나의 만남편이다냥♪ 저, 저도~♪♪》(일본어: 映画 妖怪ウォッチ♪ ケータとオレっちの出会い編だニャン♪ワ、ワタクシも〜♪♪)은 2021년 11월 12일에 개봉된 일본의 애니메이션 영화이다. 《요괴워치》의 일곱번째 극장판이다.